# Старая Буда (Гомельская область)
Старая Буда (бел. Старая Буда) — деревня в Губичском сельсовете Буда-Кошелёвского района Гомельской области Белоруссии.

## География
В 22 км на юго-запад от районного центра и железнодорожной станции Буда-Кошелёвская (на линии Жлобин — Гомель), 46 км от Гомеля.

## Транспортная сеть
Рядом автодорога Жлобин — Гомель. Планировка состоит из прямолинейной улицы, ориентированной с юго-востока на северо-запад, к которой с востока присоединяются две и с запада одна короткая улицы. Застройка деревянная, усадебного типа. В 1986 году построены кирпичные дома на 55 квартир, в которых разместились переселенцы из загрязнённых радиацией мест после Чернобыльской катастрофы.

## История
Обнаруженный археологами курганный могильник (22 насыпи, в 1 км на запад от деревни, на кладбище) свидетельствует о заселении этой территории этих мест с давних времён. По письменным источникам известна с конца XIX века как селение в Чеботовичской волости Гомельского уезда Могилёвской губернии. Хозяин поместья, находящегося рядом, владел в 1878 году 1359 десятинами земли и питейным домом. Действовал хлебозапасный магазин. По переписи 1897 года находились: школа грамоты, ветряная мельница. В 1909 году 377 десятин земли. В 1926 году работали почтовое отделение, начальная школа.
С 8 декабря 1926 года по 30 декабря 1927 года центр Старабудского сельсовета Уваровичского района Гомельского округа. В 1929 году организован колхоз «Авангард», работали стoлярня, кузница, 2 ветряные мельницы. Во время Великой Отечественной войны освобождена 28 ноября 1943 года. На фронтах и в партизанской борьбе погибли 98 жителей деревни, память о которых увековечивает скульптура женщины с лавровым венцом, установленная в 1968 году около клуба. Центр колхоза «Авангард». Мельница, швейная мастерская, базовая школа, Дом культуры, библиотека, фельдшерско-акушерский пункт, детский сад, отделение связи, магазин.
В 1969 году в деревню переселились жители посёлка Никольск.
До 16 декабря 2009 года в составе Старобудского сельсовета.

## Население

### Численность
- 2004 год — 194 хозяйства, 488 жителей.

### Динамика
- 1897 год — 72 двора, 517 жителей (согласно переписи).
- 1909 год — 91 двор, 655 жителей.
- 1926 год — 144 двора, 756 жителей.
- 1959 год — 424 жителя (согласно переписи).
- 2004 год — 194 хозяйства, 488 жителей.

## Достопримечательность
- Воинское захоронение погибших в период Великой Отечественной войны